# Мохаммед Шах Каджар
Мохаммед Шах (перс. محمد شاه قاجار) (5 січня 1810 — 5 вересня 1848) — третій шах Ірану династії Каджарів, правив у період з 23 жовтня 1834 по 5 вересня 1848.

## Біографія
Батьком Мохаммеда був Аббас-Мірза, син Фатх-Алі Шаха. Аббас-Мірза був губернатором Азербайджану, який був обраний спадкоємцем престолу, але помер до смерті старого шаха.
Мохаммед Шах вважався недоумкуватим[джерело?].
Йому допомагала Велика Британія грошима та офіцерами, і з того часу в Ірані стали боротися російський та англійський вплив. Під час облоги шахом Герату (1837) у війську шаха були російські офіцери, облогою керував російський посол Симонич, а Афганістану допомогла Англія. Перемогли афганці, і до 1840 англійська політика на короткий час взяла гору в Ірані. Але в 1846 шах уклав договір з Росією, за яким вона отримала великі торгово-промислові права, а також право постійно тримати військові кораблі в Решті та Астрабаді.

## Нагороди
- Кавалер ордена святого апостола Андрія Первозванного (Російська імперія, 1834)
- Кавалер ордена святого Олександра Невського (Російська імперія, 1834)
- Кавалер ордена Білого Орла (Російська імперія, 1834)
- Кавалер ордена Святого Станіслава 1 ступеня (Російська імперія, 1834)
- Кавалер ордена Святої Анни 1 ступеня (Російська імперія, 1834)